# 宮城学院女子短期大学
宮城学院女子短期大学（みやぎがくいんじょしたんきだいがく、英語: Miyagi Gakuin Women's Junior College）は、宮城県仙台市青葉区桜ヶ丘9-1-1に本部を置いていた日本の私立大学である。1950年に設置され、2001年に廃止された。大学の略称は宮学。

## 概要

### 大学全体
- 宮城県仙台市青葉区に所在した日本の私立短期大学で、設置主体は学校法人宮城学院[1]。
- 国内で最初に認可された短期大学149校[注 2]の1校として、1950年に2学科体制で開学した[2]。のちに、学科増設により4学科[注釈 2]まで拡大するも、最終的には3学科[注釈 2]に一部短縮される。
- 1999年度の入学生を最後に[注釈 3]、2001年に短期大学としての使命を終える[4]。

### 建学の精神（校訓・理念・学是）
- 宮城学院女子大学を参照。

### 教育および研究
- 宮城学院女子短期大学に設置されていた学科の一つに家政科がある。食物専攻では栄養士の養成、家政専攻では衣食住に関するカリキュラムを置いていた。ほか、保育者を養成する保育科や、文学・文化に関する専門科目を置いていた教養科、英語や地域研究などのカリキュラムを置いていた国際文化科があった。

### 学風および特色
- 宮城学院女子短期大学は1886年創立の宮城女学校が起源となっており、米国の宣教師の協力により設立されたことから、それ以来キリスト教の思想に基づいた教育が行われていた。宮城学院女子大学開学後に設置されたので、併設型の短大として運営されていた

## 沿革
- 短期大学設置以前については宮城学院女子大学を参照。
- 1949年
  - 10月 文部省[注釈 4]に短期大学[注 3]の設置認可に関する申請を行う[注 4]。なお、学科・専攻は以下の通りとなっている[注 5]。
    - 家政学科 入学定員50名
    - 国文学科 入学定員50名
- 1950年
  - 3月14日 左記を以て短期大学の設置が文部省[注釈 4]より認可される[10][11]。
  - 4月1日 左記を以て宮城学院女子大学短期大学部が上記の学科体制にて開学する[注 6]。
    - 家政学科 入学定員50名
    - 国文学科 入学定員50名
- 1951年
  - 3月9日 宮城学院が学校法人として認可される[14]。
  - 4月1日 宮城学院女子短期大学に学名変更される[15]。
- 1954年
  - 4月1日 学科の入学定員を以下の通り増員する[16]。
    - 家政科 50→80
    - 国文科 50→80

  - 5月1日 学生数[17]/定員
    - 家政科 214[注釈 5]/130
    - 国文科 214[注釈 5]/130
- 1955年
  - 4月1日 以下の学科を増設する[18]。
    - 保育科 入学定員35名
- 1958年
  - 5月1日 学生数[19]/定員
    - 家政科 244[注釈 5]/160
    - 国文科 191[注釈 5]/160
    - 保育科 68[注釈 5]/70
- 1964年
  - 4月1日 この年度の入学生より国文科を教養科に改組を始める[20]。
  - 5月1日 学生数[21]/定員
    - 家政科 269[注釈 5]/160
    - 教養科 115[注釈 5]/100[22]
      - 国文科 121[注釈 5]/80

    - 保育科 76[注釈 5]/70
- 1965年
  - 3月31日 左記をもって旧来の国文科を正式に廃止とする[23]。
- 1967年
  - 4月1日 学科の入学定員増を以下の通り行う[注 7]。 
    - 家政科 80[注釈 6]→150[注釈 7]とし、かつ以下の通り専攻分離する[注釈 7]。
      - 家政専攻 入学定員70名
      - 食物専攻 入学定員80名

    - 保育科 35[注釈 6]→50[注釈 7]
    - 教養科 100[注釈 6]→150[注釈 7]

  - 5月1日 学生数[28]/定員
    - 家政科 350[注釈 5]/230
    - 教養科 380[注釈 5]/250
    - 保育科 111[注釈 5]/85
- 1969年
  - 4月1日 保育科の入学定員を50→80に増員[29]。
- 1970年
  - 5月1日 学生数[30]/定員
    - 家政科 372[注釈 5]/300
    - 教養科 385[注釈 5]/300
    - 保育科 184[注釈 5]/160
- 1985年
  - 4月1日 以下の学科について定員増を行う[注 8]。
    - 家政科家政専攻 70[注釈 8]→100[注釈 9]
    - 保育科 保育科 80[注釈 8]→100[注釈 9]

  - 5月1日 学生数[36]/定員
    - 家政科 439[注釈 5]/330
    - 教養科 462[注釈 5]/300
    - 保育科 238[注釈 5]/180
- 1989年
  - 4月1日 以下の学科を増設する[37]。
    - 国際文化科  入学定員70名[注釈 10]

  - 同 保育科の入学定員を100[39]→80[注釈 10]に減員。
  - 5月1日 学生数[40]/定員
    - 家政科 422[注釈 5]/360
    - 教養科 402[注釈 5]/300
    - 保育科 203[注釈 5]/180
    - 国際文化科 127[注釈 5]/70[注釈 10]
- 1992年
  - 5月1日 学生数[注 9]/定員
    - 家政科 387[注釈 5]/360
    - 教養科 415[注釈 5]/300
    - 保育科 214[注釈 5]/160
    - 国際文化科 194[注釈 5]/140
- 1994年
  - 4月1日 教養科の学生募集をこの年度の入学生で最終とする[注 10]。
  - 5月1日 学生数[44]/定員
    - 家政科 413[注釈 5]/360
    - 教養科 409[注釈 5]/300
    - 保育科 210[注釈 5]/160
    - 国際文化科 191[注釈 5]/140
- 1995年
  - 5月1日 学生数[45]/定員
    - 家政科 410[注釈 5]/360
    - 教養科 164[注釈 5]/150
    - 保育科 196[注釈 5]/160
    - 国際文化科 173[注釈 5]/140
- 1996年
  - 7月31日 左記をもって教養科を正式に廃止する[46]。
- 1999年
  - 4月1日 この年度で学生募集を最終とする[注釈 3]。
  - 5月1日 学生数[47]/定員
    - 家政科 369[注釈 5]/360
    - 保育科 196[注釈 5]/160
    - 国際文化科 164[注釈 5]/140
- 2001年
  - 10月30日 左記をもって正式に廃止[4]。

## 基礎データ

### 所在地
- 宮城県仙台市青葉区桜ヶ丘9-1-1[注釈 1]

### 象徴
- 宮城学院女子短期大学のカレッジマークは[48]

## 教育および研究

### 組織

#### 学科
- 家政科
  - 家政専攻 入学定員100名[注釈 11]
  - 食物専攻 入学定員80名[注釈 11]
- 教養科 入学定員150名[注 11]
- 保育科 入学定員80名[注釈 11]
- 国際文化科 入学定員70名[注釈 11]

#### 専攻科
- なし

#### 別科
- なし

#### 取得資格について
資格
- 栄養士：家政科食物専攻[52]
- 保育士：保育科にて設置されていた[52] 。大半の学生は取得していた。

教職課程
- 幼稚園教諭二種免許状：保育科[52]
- 中学校教諭二種免許状
  - 家庭：家政科家政専攻にて設置されていた[42]。
  - 保健：家政科家政専攻にて設置されていた。
  - 国語：教養科にて設置されていた[42]。
- 高等学校教諭免許状[53]
  - 家庭：家政科家政専攻にて設置されていた。
  - 国語：教養科にて設置されていた。

#### 附属機関
- 宮城学院女子大学を参照。

### 研究
- 宮城学院女子短期大学教養科歴史研究グループ/編『岩手県の自由民権運動 : 求我社を中心として』[54]
- 大平 聡、宮城学院女子短期大学『正倉院文書と古写経の研究による奈良時代政治史の検討』[55]ほか。

## 学生生活

### 部活動・クラブ活動・サークル活動
- 宮城学院女子短期大学で活動していたクラブ活動：大学と混合となっていた。

### 学園祭
- 宮城学院女子短期大学の学園祭は、大学と混合で行われていた。

## 大学関係者と組織

### 大学関係者一覧

#### 大学関係者
歴代学長
- 小田信士
- 山形孝夫

#### 出身者
- 勝山海百合 - 小説家
- 阿部俊子 - 衆議院議員
- 藤沢智子 - 東北放送アナウンサー

## 施設

### キャンパス
- 開学当初より、大学と共同使用されていた。

### 寮
- 宮城学院女子短期大学には大学と同様、「橄欖寮」と呼ばれる学生寮があった。

## 対外関係

### 姉妹校
- 東北学院大学
- 東北学院大学短期大学部

### 系列校
- 宮城学院女子大学
- 宮城学院中学校・高等学校

## 卒業後の進路について

### 編入学・進学実績
- 宮城学院女子大学への編入学者が多いものとなっていた。